# Frontenac (Minnesota)
Frontenac es un lugar designado por el censo ubicado en el condado de Goodhue en el estado estadounidense de Minnesota. En el Censo de 2010 tenía una población de 282 habitantes y una densidad poblacional de 58,98 personas por km².

## Geografía
Frontenac se encuentra ubicado en las coordenadas 44°30′14″N 92°21′9″O / 44.50389, -92.35250. Según la Oficina del Censo de los Estados Unidos, Frontenac tiene una superficie total de 4.78 km², de la cual 4.78 km² corresponden a tierra firme y (0.11%) 0.01 km² es agua.

## Demografía
Según el censo de 2010, había 282 personas residiendo en Frontenac. La densidad de población era de 58,98 hab./km². De los 282 habitantes, Frontenac estaba compuesto por el 96.1% blancos, el 0% eran afroamericanos, el 0% eran amerindios, el 0.71% eran asiáticos, el 0% eran isleños del Pacífico, el 0.35% eran de otras razas y el 2.84% pertenecían a dos o más razas. Del total de la población el 1.42% eran hispanos o latinos de cualquier raza.